# Svájc az 1976. évi nyári olimpiai játékokon
Svájc a kanadai Montréalban megrendezett 1976. évi nyári olimpiai játékok egyik részt vevő nemzete volt. Az országot az olimpián 12 sportágban 50 sportoló képviselte, akik összesen 4 érmet szereztek.

## Érmesek
| Érem  | Versenyző                                                                           | Sportág   | Versenyszám             |
| ----- | ----------------------------------------------------------------------------------- | --------- | ----------------------- |
| Arany | Christine Stückelberger                                                             | Lovaglás  | Egyéni díjlovaglás      |
| Ezüst | Ulrich Lehmann Doris Ramseier Christine Stückelberger                               | Lovaglás  | Csapat díjlovaglás      |
| Bronz | Jörg Röthlisberger                                                                  | Cselgáncs | Férfi félnehézsúly      |
| Bronz | Jean-Blaise Evéquoz Daniel Giger Christian Kauter Michel Poffet François Suchanecki | Vívás     | Férfi párbajtőr, csapat |

## Atlétika
Férfi
| Versenyző     | Versenyszám | Előfutam | Előfutam | Előfutam | Negyeddöntő | Negyeddöntő | Negyeddöntő | Elődöntő | Elődöntő | Elődöntő | Döntő   | Döntő    |
| Versenyző     | Versenyszám | Idő      | Hely.    | Össz.    | Idő         | Hely.       | Össz.       | Idő      | Hely.    | Össz.    | Idő     | Helyezés |
| ------------- | ----------- | -------- | -------- | -------- | ----------- | ----------- | ----------- | -------- | -------- | -------- | ------- | -------- |
| Peter Muster  | 200 m       | 22,33    | 2.       | 34.      | 21,09       | 5.          | 17.*        | kiesett  | kiesett  | kiesett  | kiesett | kiesett  |
| Rolf Gysin    | 800 m       | 1:48,69  | 4.       | 26.      |             |             |             | kiesett  | kiesett  | kiesett  | kiesett | kiesett  |
| Rolf Gysin    | 1500 m      | 3:42,69  | 5.       | 22.      |             |             |             | kiesett  | kiesett  | kiesett  | kiesett | kiesett  |
| Markus Ryffel | 5000 m      | 13:46,07 | 11.      | 27.      |             |             |             |          |          |          | kiesett | kiesett  |

| Versenyző         | Versenyszám   | Selejtező                | Selejtező                | Döntő    | Döntő    |
| Versenyző         | Versenyszám   | Eredmény                 | Helyezés                 | Eredmény | Helyezés |
| ----------------- | ------------- | ------------------------ | ------------------------ | -------- | -------- |
| Rolf Bernhard     | Távolugrás    | 779 cm                   | 10.                      | 774 cm   | 9.       |
| Jean-Pierre Egger | Súlylökés     | 18,13 m                  | 19.                      | kiesett  | kiesett  |
| Urs von Wartburg  | Gerelyhajítás | érvényes kísérlet nélkül | érvényes kísérlet nélkül | kiesett  | kiesett  |

Női
| Versenyző    | Versenyszám   | Selejtező | Selejtező | Döntő    | Döntő    |
| Versenyző    | Versenyszám   | Eredmény  | Helyezés  | Eredmény | Helyezés |
| ------------ | ------------- | --------- | --------- | -------- | -------- |
| Rita Pfister | Diszkoszvetés | 55,94 m   | 12.       | 57,24 m  | 12.      |

* - egy másik versenyzővel azonos időt ért el

## Cselgáncs
| Versenyző          | Versenyszám  | Csoport | Selejtező         | 32-es főtábla              | Nyolcaddöntő                  | Negyeddöntő              | Elődöntő                    | Vigaszág negyeddöntő   | Vigaszág elődöntő | Bronz- mérkőzés           | Döntő             | Helyezés |
| Versenyző          | Versenyszám  | Csoport | Ellenfél Eredmény | Ellenfél Eredmény          | Ellenfél Eredmény             | Ellenfél Eredmény        | Ellenfél Eredmény           | Ellenfél Eredmény      | Ellenfél Eredmény | Ellenfél Eredmény         | Ellenfél Eredmény | Helyezés |
| ------------------ | ------------ | ------- | ----------------- | -------------------------- | ----------------------------- | ------------------------ | --------------------------- | ---------------------- | ----------------- | ------------------------- | ----------------- | -------- |
| Thomas Hagmann     | Váltósúly    | B       |                   | erőnyerő                   | Vlagyimir Nyevzorov (URS) · V |                          |                             | Marian Tałaj (POL) · V | kiesett           | kiesett                   |                   | 9.       |
| Jörg Röthlisberger | Félnehézsúly | B       | erőnyerő          | Eliudis Benítez (PUR) · GY | Tommy Martin (USA) · GY       | Johan Schåltz (SWE) · GY | Ninomija Kazuhiro (JPN) · V |                        |                   | Dietmar Lorenz (GDR) · GY |                   |          |

## Evezés
Férfi
| Versenyző                                            | Versenyszám   | Előfutam | Előfutam | Vigaszág | Vigaszág | Döntő | Döntő   | Döntő | Helyezés |
| Versenyző                                            | Versenyszám   | Idő      | Hely.    | Idő      | Hely.    | Típus | Idő     | Hely. | Helyezés |
| ---------------------------------------------------- | ------------- | -------- | -------- | -------- | -------- | ----- | ------- | ----- | -------- |
| Hans Ruckstuhl Denis Oswald Jörg Weitnauer Reto Wyss | Négypárevezős | 6:03,44  | 5.       | 5:57,82  | 4.       | B     | 6:29,61 | 2.    | 8.       |

## Kerékpározás

### Országúti kerékpározás
Férfi
| Versenyző           | Versenyszám   | Idő              | Helyezés      |
| ------------------- | ------------- | ---------------- | ------------- |
| Hansjörg Aemisegger | Mezőnyverseny | nem ért célba    | nem ért célba |
| Serge Demièrre      | Mezőnyverseny | nem ért célba    | nem ért célba |
| Robert Thalmann     | Mezőnyverseny | nem ért célba    | nem ért célba |
| Richard Trinkler    | Mezőnyverseny | 5:05:00 (+18:08) | 57.           |

### Pálya-kerékpározás
Időfutam
| Versenyző   | Versenyszám  | Idő      | Helyezés |
| ----------- | ------------ | -------- | -------- |
| Walter Bäni | Férfi egyéni | 1:08,112 | 8.       |

Üldözőversenyek
| Versenyző         | Versenyszám  | Selejtező | Selejtező | Nyolcaddöntő                 | Nyolcaddöntő | Nyolcaddöntő | Negyeddöntő  | Negyeddöntő | Negyeddöntő | Elődöntő     | Elődöntő  | Elődöntő | Döntő        | Döntő     | Helyezés |
| Versenyző         | Versenyszám  | Idő       | Hely.     | Ellenfél Idő                 | Saját idő    | Hely.        | Ellenfél Idő | Saját idő   | Hely.       | Ellenfél Idő | Saját idő | Hely.    | Ellenfél Idő | Saját idő | Helyezés |
| ----------------- | ------------ | --------- | --------- | ---------------------------- | ------------ | ------------ | ------------ | ----------- | ----------- | ------------ | --------- | -------- | ------------ | --------- | -------- |
| Robert Dill-Bundi | Férfi egyéni | 4:58,76   | 13.       | Gregor Braun (FRG) · 4:46,94 | lekörözték   | 14.          | kiesett      | kiesett     | kiesett     | kiesett      | kiesett   | kiesett  | kiesett      | kiesett   | 14.      |

## Lovaglás
Díjlovaglás
| Versenyző                                             | Ló                | Versenyszám | Selejtező | Selejtező | Döntő   | Döntő    |
| Versenyző                                             | Ló                | Versenyszám | Pont      | Hely.     | Pont    | Helyezés |
| ----------------------------------------------------- | ----------------- | ----------- | --------- | --------- | ------- | -------- |
| Ulrich Lehmann                                        | Widin             | Egyéni      | 1425      | 16.*      | kiesett | kiesett  |
| Doris Ramseier                                        | Roch              | Egyéni      | 1390      | 21.       | kiesett | kiesett  |
| Christine Stückelberger                               | Granat            | Egyéni      | 1869      | 1.        | 1486    |          |
| Ulrich Lehmann Doris Ramseier Christine Stückelberger | Widin Roch Granat | Csapat      |           |           | 4,684   |          |

Díjugratás
| Versenyző      | Ló             | Versenyszám | 1. forduló | 1. forduló | 2. forduló | 2. forduló | Összesen | Összesen |
| Versenyző      | Ló             | Versenyszám | Pont       | Hely.      | Pont       | Hely.      | Pont     | Helyezés |
| -------------- | -------------- | ----------- | ---------- | ---------- | ---------- | ---------- | -------- | -------- |
| Bruno Candrian | Golden Shuttle | Egyéni      | 16,00      | 25.        | kiesett    | kiesett    | 16,00    | 25.**    |

* - egy másik versenyzővel azonos eredményt ért el

** - három másik versenyzővel azonos eredményt ért el

## Öttusa
| Versenyző   | Versenyszám | Lovaglás | Lovaglás | Lovaglás | Lovaglás | Vívás    | Vívás | Vívás | Lövészet | Lövészet | Lövészet | Úszás   | Úszás | Úszás | Futás   | Futás | Futás | Összesen    | Összesen |
| Versenyző   | Versenyszám | Idő      | Bünt.    | Pont     | Hely.    | Eredmény | Pont  | Hely. | Pontszám | Pont     | Hely.    | Idő     | Pont  | Hely. | Idő     | Pont  | Hely. | Összes pont | Helyezés |
| ----------- | ----------- | -------- | -------- | -------- | -------- | -------- | ----- | ----- | -------- | -------- | -------- | ------- | ----- | ----- | ------- | ----- | ----- | ----------- | -------- |
| Serge Bindy | Egyéni      | 2:33,6   | 440      | 660      | 46.      | 22–23    | 760   | 24.*  | 190      | 912      | 22.      | 3:35,56 | 1148  | 19.   | 13:14,5 | 1183  | 21.   | 4663        | 38.      |

* - három másik versenyzővel azonos eredményt ért el

## Sportlövészet
Nyílt
| Versenyző       | Versenyszám           | Pont | Helyezés |
| --------------- | --------------------- | ---- | -------- |
| Paul Buser      | Gyorstüzelő pisztoly  | 592  | 10.      |
| Roman Burkard   | Szabadpisztoly        | 550  | 18.      |
| Anton Müller    | Sportpuska, fekvő     | 595  | 4.       |
| Max Hürzeler    | Sportpuska, összetett | 1128 | 38.      |
| Charles Jermann | Sportpuska, összetett | 1130 | 32.      |

## Súlyemelés
| Versenyző       | Versenyszám | Szakítás | Szakítás | Lökés                    | Lökés                    | Összesen | Helyezés |
| Versenyző       | Versenyszám | Eredmény | Helyezés | Eredmény                 | Helyezés                 | Összesen | Helyezés |
| --------------- | ----------- | -------- | -------- | ------------------------ | ------------------------ | -------- | -------- |
| Michel Broillet | 90 kg       | 165,0    | 3.       | érvényes kísérlet nélkül | érvényes kísérlet nélkül | kiesett  | kiesett  |

## Torna
Férfi
| Versenyző                                                                              | Versenyszám      | Selejtező | Selejtező | Döntő    | Döntő    |
| Versenyző                                                                              | Versenyszám      | Pontszám  | Helyezés  | Pontszám | Helyezés |
| -------------------------------------------------------------------------------------- | ---------------- | --------- | --------- | -------- | -------- |
| Ueli Bachmann                                                                          | Talaj            | 18,40     | 32.       | kiesett  | kiesett  |
| Ueli Bachmann                                                                          | Ugrás            | 18,45     | 51.       | kiesett  | kiesett  |
| Ueli Bachmann                                                                          | Korlát           | 18,10     | 46.       | kiesett  | kiesett  |
| Ueli Bachmann                                                                          | Nyújtó           | 18,75     | 29.       | kiesett  | kiesett  |
| Ueli Bachmann                                                                          | Gyűrű            | 17,55     | 73.       | kiesett  | kiesett  |
| Ueli Bachmann                                                                          | Lólengés         | 18,35     | 41.       | kiesett  | kiesett  |
| Ueli Bachmann                                                                          | Egyéni összetett | 109,60    | 41.       | 110,00   | 27.*     |
| Robert Bretscher                                                                       | Talaj            | 18,75     | 16.       | kiesett  | kiesett  |
| Robert Bretscher                                                                       | Ugrás            | 18,85     | 22.       | kiesett  | kiesett  |
| Robert Bretscher                                                                       | Korlát           | 18,75     | 17.       | kiesett  | kiesett  |
| Robert Bretscher                                                                       | Nyújtó           | 18,90     | 21.       | kiesett  | kiesett  |
| Robert Bretscher                                                                       | Gyűrű            | 18,80     | 24.       | kiesett  | kiesett  |
| Robert Bretscher                                                                       | Lólengés         | 18,30     | 44.       | kiesett  | kiesett  |
| Robert Bretscher                                                                       | Egyéni összetett | 112,35    | 21.       | 112,675  | 14.      |
| Philippe Gaille                                                                        | Talaj            | 17,80     | 57.       | kiesett  | kiesett  |
| Philippe Gaille                                                                        | Ugrás            | 18,35     | 58.       | kiesett  | kiesett  |
| Philippe Gaille                                                                        | Korlát           | 17,85     | 56.       | kiesett  | kiesett  |
| Philippe Gaille                                                                        | Nyújtó           | 18,35     | 47.       | kiesett  | kiesett  |
| Philippe Gaille                                                                        | Gyűrű            | 18,15     | 56.       | kiesett  | kiesett  |
| Philippe Gaille                                                                        | Lólengés         | 18,90     | 17.       | kiesett  | kiesett  |
| Philippe Gaille                                                                        | Egyéni összetett | 109,40    | 44.*      | 110,00   | 27.*     |
| Bernhard Locher                                                                        | Talaj            | 17,80     | 57.       | kiesett  | kiesett  |
| Bernhard Locher                                                                        | Ugrás            | 18,05     | 75.       | kiesett  | kiesett  |
| Bernhard Locher                                                                        | Korlát           | 17,45     | 74.       | kiesett  | kiesett  |
| Bernhard Locher                                                                        | Nyújtó           | 18,65     | 34.       | kiesett  | kiesett  |
| Bernhard Locher                                                                        | Gyűrű            | 17,60     | 70.       | kiesett  | kiesett  |
| Bernhard Locher                                                                        | Lólengés         | 18,75     | 23.       | kiesett  | kiesett  |
| Bernhard Locher                                                                        | Egyéni összetett | 108,30    | 55.       | kiesett  | kiesett  |
| Peter Rohner                                                                           | Talaj            | 17,90     | 50.       | kiesett  | kiesett  |
| Peter Rohner                                                                           | Ugrás            | 17,60     | 88.       | kiesett  | kiesett  |
| Peter Rohner                                                                           | Korlát           | 18,20     | 38.       | kiesett  | kiesett  |
| Peter Rohner                                                                           | Nyújtó           | 17,95     | 58.       | kiesett  | kiesett  |
| Peter Rohner                                                                           | Gyűrű            | 18,50     | 43.       | kiesett  | kiesett  |
| Peter Rohner                                                                           | Lólengés         | 18,10     | 54.       | kiesett  | kiesett  |
| Peter Rohner                                                                           | Egyéni összetett | 108,25    | 56.*      | kiesett  | kiesett  |
| Armin Vock                                                                             | Talaj            | 9,00      | 90.       | kiesett  | kiesett  |
| Armin Vock                                                                             | Ugrás            | 18,30     | 60.       | kiesett  | kiesett  |
| Armin Vock                                                                             | Korlát           | 17,70     | 67.       | kiesett  | kiesett  |
| Armin Vock                                                                             | Nyújtó           | 8,90      | 90.       | kiesett  | kiesett  |
| Armin Vock                                                                             | Gyűrű            | 18,45     | 46.       | kiesett  | kiesett  |
| Armin Vock                                                                             | Lólengés         | 9,10      | 90.       | kiesett  | kiesett  |
| Armin Vock                                                                             | Egyéni összetett | 81,45     | 90.       | kiesett  | kiesett  |
| Ueli Bachmann Robert Bretscher Philippe Gaille Bernhard Locher Peter Rohner Armin Vock | Csapat összetett |           |           | 550,60   | 8.       |

* - egy másik versenyzővel azonos eredményt ért el

## Úszás
Férfi
| Versenyző        | Versenyszám  | Előfutam | Előfutam | Előfutam | Elődöntő | Elődöntő | Elődöntő | Döntő   | Döntő    |
| Versenyző        | Versenyszám  | Idő      | Hely.    | Össz.    | Idő      | Hely.    | Össz.    | Idő     | Helyezés |
| ---------------- | ------------ | -------- | -------- | -------- | -------- | -------- | -------- | ------- | -------- |
| Gerhard Waldmann | 400 m gyors  | 4:09,54  | 6.       | 34.      |          |          |          | kiesett | kiesett  |
| Gerhard Waldmann | 1500 m gyors | 16:06,41 | 5.       | 22.      |          |          |          | kiesett | kiesett  |
| Thomas Hofer     | 100 m hát    | 1:01,90  | 7.       | 36.      | kiesett  | kiesett  | kiesett  | kiesett | kiesett  |
| Thomas Hofer     | 200 m hát    | 2:12,75  | 6.       | 30.      |          |          |          | kiesett | kiesett  |

## Vitorlázás
Nyílt
| Versenyző                                 | Versenyszám     | Futam | Futam | Futam  | Futam  | Futam  | Futam | Futam | Pontszám | Helyezés |
| Versenyző                                 | Versenyszám     | 1     | 2     | 3      | 4      | 5      | 6     | 7     | Pontszám | Helyezés |
| ----------------------------------------- | --------------- | ----- | ----- | ------ | ------ | ------ | ----- | ----- | -------- | -------- |
| Jean-Claude Vuithier, Sr. Laurent Quellet | 470-es osztály  | 19,0  | 21,0  | 11,7   | (22,0) | 3,0    | 14,0  | 3,0   | 71,7     | 7.       |
| Albert Schiess Walter Steiner             | Tornádó         | 5,7   | 5,7   | 15,0   | 15,0   | (17,0) | 8,0   | 14,0  | 63,4     | 6.       |
| Jörg Hotz André Nicolet                   | Repülő hollandi | 15,0  | 13,0  | (17,0) | 16,0   | 16,0   | 3,0   | 16,0  | 79,0     | 11.      |

## Vívás
Férfi
| Versenyző                                                                           | Versenyszám       | Selejtező | Selejtező | Selejtező | Selejtező | Selejtező | Selejtező | Főtábla                    | Főtábla           | Vigaszág                   | Vigaszág          | Vigaszág          | Döntő                                    | Döntő                                    | Helyezés |
| Versenyző                                                                           | Versenyszám       | 1. kör | 1. kör    | 2. kör | 2. kör    | 3. kör | 3. kör    | 1. kör                     | 2. kör            | 1. kör                     | 2. kör            | 3. kör            | Döntő                                    | Döntő                                    | Helyezés |
| Versenyző                                                                           | Versenyszám       | Ellenfél Eredmény | Hely.     | Ellenfél Eredmény | Hely.     | Ellenfél Eredmény | Hely.     | Ellenfél Eredmény          | Ellenfél Eredmény | Ellenfél Eredmény          | Ellenfél Eredmény | Ellenfél Eredmény | Ellenfél Eredmény                        | Hely.                                    | Helyezés |
| ----------------------------------------------------------------------------------- | ----------------- | --- | --------- | --- | --------- | --- | --------- | -------------------------- | ----------------- | -------------------------- | ----------------- | ----------------- | ---------------------------------------- | ---------------------------------------- | -------- |
| Patrice Gaille                                                                      | Tőr, egyéni       | F. csoport · Somodi Lajos (HUN) · 3-5 · František Koukal (TCH) · 3-5 · Graham Paul (GBR) · 5-1 · Thierry Soumagne (BEL) · 5-2 · Göran Malkar (SWE) · 5-3  | 3.        | B. csoport · František Koukal (TCH) · 2-5 · Vlagyimir Gyenyiszov (URS) · 1-5 · Harald Hein (FRG) · 4-5 · Rob Bruniges (GBR) · 5-4 · Marty Lang (USA) · 5-1         | 5.        | kiesett | kiesett   | kiesett                    | kiesett           | kiesett                    | kiesett           | kiesett           | kiesett                                  | kiesett                                  | 28.      |
| Daniel Giger                                                                        | Párbajtőr, egyéni | I. csoport · Nicolae Iorgu (ROU) · 3-5 · Jeppe Normann (NOR) · 4-5 · Robert Schiel (LUX) · 5-4 · Iraj Dastgerdi (IRI) · 5-1 · Rubén Hernández (PUR) · 5-1 | 3.        | E. csoport · Borisz Lukomszkij (URS) · 1-5 · Hans Jacobson (SWE) · 3-5 · John Pezza (ITA) · 4-5 · Kulcsár Győző (HUN) · 5-2 · Pongrácz Antal (ROU) · 5-0           | 5.        | kiesett | kiesett   | kiesett                    | kiesett           | kiesett                    | kiesett           | kiesett           | kiesett                                  | kiesett                                  | 25.      |
| Christian Kauter                                                                    | Párbajtőr, egyéni | F. csoport · Aleksandr Bykov (URS) · 5-1 · Göran Flodström (SWE) · 5-4 · Juan Inostroza (CHI) · 5-2 · Edward Bozek (USA) · 2-5                            | 2.        | D. csoport · Göran Flodström (SWE) · 5-5 · Reinhold Behr (FRG) · 5-4 · Zbigniew Matwiejew (POL) · 5-2 · Peter Zobl-Wessely (AUT) · 5-1 · Jeppe Normann (NOR) · 2-5 | 3.        | D. csoport · Fenyvesi Csaba (HUN) · 5-3 · Aleksandr Bykov (URS) · 5-3 · Nils Koppang (NOR) · 5-1 · Jaroslav Jurka (TCH) · 4-5 · Hans-Jürgen Hehn (FRG) · 3-5 | 1.        | Hans Jacobson (SWE) · 6-10 |                   | Reinhold Behr (FRG) · 6-10 | kiesett           | kiesett           | kiesett                                  | kiesett                                  | 13.      |
| François Suchanecki                                                                 | Párbajtőr, egyéni | G. csoport · Rolf Edling (SWE) · 5-4 · Marceli Wiech (POL) · 5-1 · Esfandihar Zarnegar (IRI) · 5-1 · Omar Vergara (ARG) · 1-5                             | 1.        | B. csoport · Rolf Edling (SWE) · 5-5 · Jaroslav Jurka (TCH) · 5-3 · Nicola Granieri (ITA) · 5-4 · Edward Bourne (GBR) · 5-4 · Herbert Lindner (AUT) · 5-3          | 2.        | B. csoport · Nicolae Iorgu (ROU) · 1-5 · Kulcsár Győző (HUN) · 3-5 · Alexander Pusch (FRG) · 1-5 · Göran Flodström (SWE) · 1-5 · Nicola Granieri (ITA) · 5-4 | 5.        | kiesett                    | kiesett           | kiesett                    | kiesett           | kiesett           | kiesett                                  | kiesett                                  | 22.      |
| Jean-Blaise Evéquoz Daniel Giger Christian Kauter Michel Poffet François Suchanecki | Párbajtőr, csapat | D. csoport · Kanada (CAN) · 13-3 · Argentína (ARG) · 13-3 · Norvégia (NOR) · 9-3                                                                          | 1.        | erőnyerő | erőnyerő  | |           | Románia (ROU) · 9-2        | NSZK (FRG) · 7-8  |                            |                   |                   | Bronzmérkőzés · Magyarország (HUN) · 9-3 | Bronzmérkőzés · Magyarország (HUN) · 9-3 |          |